# 6 км (зупинний пункт, Луганська дирекція Донецької залізниці)
6 км — пасажирська зупинна залізнична платформа Луганської дирекції Донецької залізниці.
Розташована на півдні м. Луганськ, Ленінський район, Луганської області на лінії Луганськ — Лутугине між станціями Лутовинівське Селище (4 км) та Борисівка (4 км).
Через військову агресію Росії на сході України транспортне сполучення припинене.